# Tephraciura pachmarica
Tephraciura pachmarica är en tvåvingeart som beskrevs av Agarwal och Kapoor 1988. Tephraciura pachmarica ingår i släktet Tephraciura och familjen borrflugor. Inga underarter finns listade i Catalogue of Life.